# Narulla infixaria
Narulla infixaria är en fjärilsart som beskrevs av Walker 1861. Narulla infixaria ingår i släktet Narulla och familjen nattflyn. Inga underarter finns listade i Catalogue of Life.